# Балашівська сільська рада (Березнівський район)
Балаші́вська сільська́ ра́да — орган місцевого самоврядування в Березнівському районі Рівненської області. Адміністративний центр — село Балашівка.

## Загальні відомості
- Балашівська сільська рада утворена в 1939 році.
- Територія ради: 2,85 км²
- Населення ради: 3 427 осіб (станом на 2001 рік)

## Населені пункти
Сільській раді були підпорядковані населені пункти:
- с. Балашівка
- с. Лінчин
- с. Михалин
- с. Сівки

## Склад ради
Рада складалася з 20 депутатів та голови.
- Голова ради: Грицик Уляна Ігорівна
- Секретар ради: Шолом Тамара Адамівна

### Керівний склад попередніх скликань
| ПІБ                   | Основні відомості                                                               | Дата обрання | Дата звільнення |
| --------------------- | ------------------------------------------------------------------------------- | ------------ | --------------- |
| Грицик Уляна Ігорівна | Сільський голова, 1965 року народження, освіта середня спеціальна, позапартійна | 26.03.2006   | 31.10.2010      |
| Грицик Уляна Ігорівна | Сільський голова, 1965 року народження, освіта середня спеціальна, позапартійна | 31.10.2010   |                 |

Примітка: таблиця складена за даними сайту Верховної Ради України